# Großsteingrab Holtekollen
Das Großsteingrab Holtekollen ist eine megalithische Grabanlage der jungsteinzeitlichen Nordgruppe der Trichterbecherkultur im Kirchspiel Søllerød in der dänischen Kommune Rudersdal.

## Lage
Das Grab liegt südlich von Holte im Norden des Waldgebiets Geel Skov. In der näheren Umgebung gibt es mehrere weitere megalithische Grabanlagen.

## Forschungsgeschichte
Die Fundstelle wurde erstmals 2008 dokumentiert.

## Beschreibung
Die Anlage besitzt eine ost-westlich orientierte rechteckige Hügelschüttung mit einer Länge von 16 m oder 17 m, einer Breite von 5 m. Von einer möglichen steinernen Umfassung sind keine Reste erkennbar. In der Mitte des Hügels befindet sich eine alte Vertiefung. Möglicherweise stand hier eine zerstörte Grabkammer.